# Hôpital de l'Île
L'Hôpital de l'Île également connu sous le nom de Hôpital universitaire de Berne, en allemand Inselspital ou Universitätsspital Bern, est un important Centre hospitalier universitaire suisse situé à Berne. L'hôpital est lié par un contrat d'état avec le Canton de Berne en ce qui concerne la santé publique.
Il est l'un des cinq CHU de Suisse, les autres étant : le Centre hospitalier universitaire vaudois, les Hôpitaux universitaires de Genève, l'Hôpital universitaire de Zürich et l'Hôpital universitaire de Bâle. C'est l'hôpital le plus important du Canton de Berne, notamment dans les traitements de cas complexes.
L'Hôpital de l'Île travaille en collaboration avec la Faculté de médecine de l'Université de Berne dans les domaines de la formation et de la recherche.

## Localisation et rayon de compétence
L'Hôpital de l'Île se trouve en ville de Berne en Suisse. Situé dans le quartier de Mattenhof-Weissenbühl, l'hôpital est un grand complexe composé de plusieurs bâtiments généralement affectés à un département, une clinique ou une fonction particulière,.
Il est l'hôpital principal du Canton de Berne. En effet, selon la Direction de la santé publique, l'Hôpital de l'Île a le rayon de compétences le plus large du Canton. Les hôpitaux régionaux sont des hôpitaux généralistes qui peuvent traiter une majorité des cas, toutefois l'Hôpital de l'Île, en plus d'être généraliste possède tous les services pour le traitement des patients, à l'exception d'un service de réadaptation des toxicomanes. Le tableau suivant compare trois hôpitaux du Canton en montrant les services disponibles, selon la liste cantonale des hôpitaux :
| Prestations                | USI | Médecine interne | Chirurgie | Gynécologie | Obstétrique | Pédiatrie | Psychiatrie | Ophtalmologie | ORL | Dermatologie et vénérologie | Radiodiagnostic | Méd. physique et réadaptation | Gériatrie | Service d'urgences | Réadaptation des toxicomanes |
| -------------------------- | --- | ---------------- | --------- | ----------- | ----------- | --------- | ----------- | ------------- | --- | --------------------------- | --------------- | ----------------------------- | --------- | ------------------ | ---------------------------- |
| Hôpital de l'Île           | ✔️  | ✔️               | ✔️        | ✔️          | ✔️          | ✔️        | ✔️          | ✔️            | ✔️  | ✔️                          | ✔️              | ✔️                            | ✔️        | ✔️                 |                              |
| Hôpital régional de Bienne | ✔️  | ✔️               | ✔️        | ✔️          | ✔️          |           |             | ✔️            | ✔️  |                             | ✔️              | ✔️                            | ✔️        | ✔️                 |                              |
| Hôpital du Jura bernois    | ✔️  | ✔️               | ✔️        | ✔️          |             |           |             |               |     |                             | ✔️              |                               |           | ✔️                 |                              |

## Histoire

### De 1354 à 1950

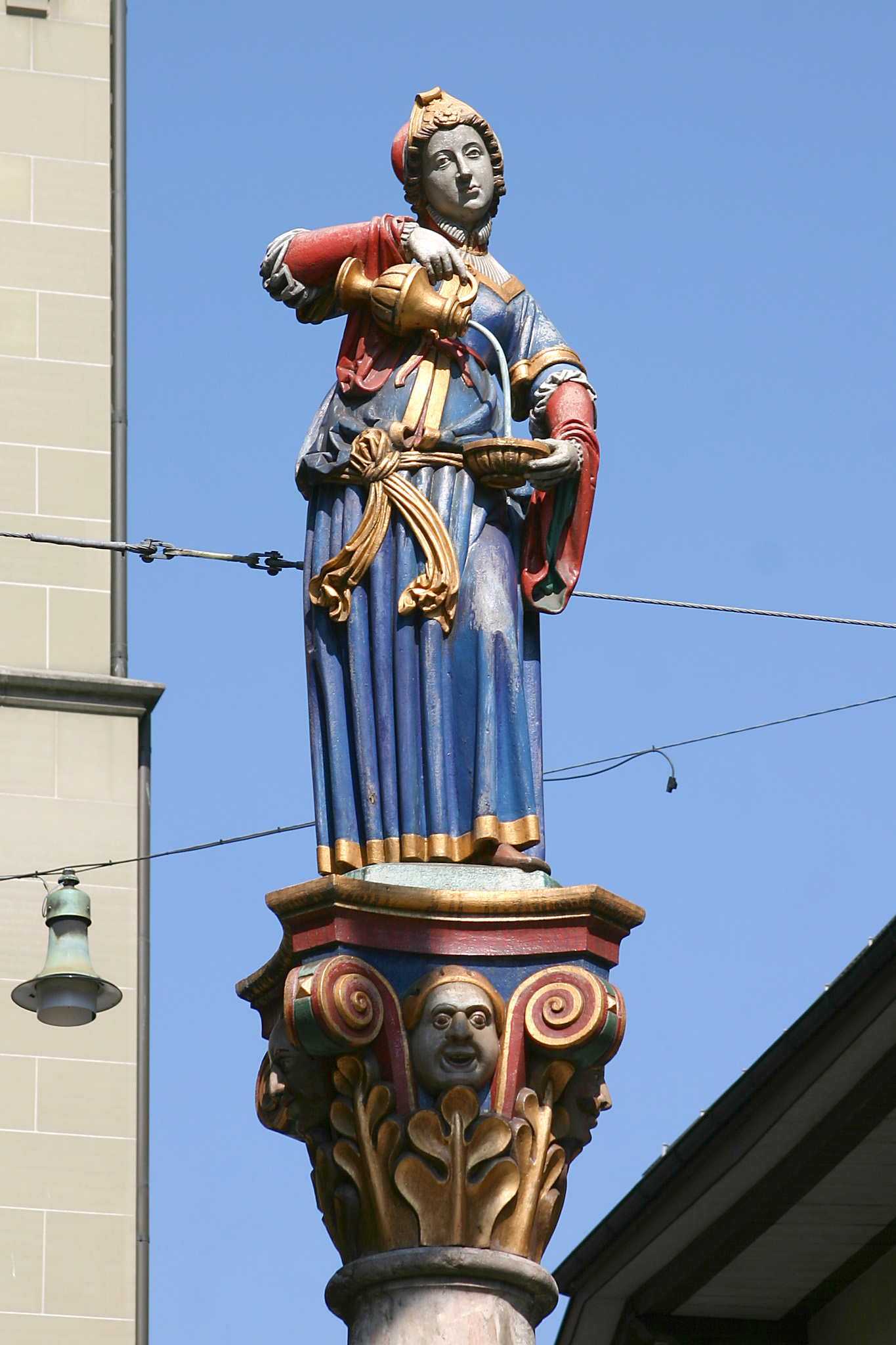
Fontaine Anna Seiler à Berne

L'Hôpital de l'Île est fondé le 29 novembre 1354 grâce au testament d'Anna Seiler, c'est également la première fondation de Suisse. Aux environs de 1350, une épidémie de peste faire rage à Berne avec des conséquences importantes sur la démographie à cette époque. Cette épidémie a certainement contribué à la décision d'Anna Seiler de fonder, par son testament, l'Hôpital de l'Île.

« Sachant que rien n’est plus sûr que la mort et rien plus incertain que l’heure de la mort, moi, Anna Seiler, nullement contrainte par la perfidie de quiconque, mais saine de corps et d’esprit et après mûre réflexion ainsi qu’avec l’avis et l’autorisation du maire, du Conseil et du Grand Conseil, uniquement pour l’amour de Dieu et le salut et le repos de mes ancêtres et de tous les croyants, …ai procédé à la fondation d’un hôpital perpétuel. Je souhaite que dans cet hôpital treize lits soient mis constamment à disposition des personnes nécessiteuses et que trois autres personnes honorables veillent sans relâche sur les pauvres malades alités… »

— Anna Seiler, Traduction d'un extrait du testament
 Le premier exemplaire de son testament est détenu par la Fondation de l'Hôpital de l'Île, en allemand l'Inselspital-Stiftung, le second exemplaire se trouve aux archives cantonales de Berne. À cette époque, Anna Seiler s'occupait des malades de l'« Hôpital des prédicateurs ». Lors de son décès, l'hôpital de l'actuelle Rue de l'Arsenal, en allemand Zeughausgasse, a été renommé Hôpital Seiler. L'Hôpital de l'Île tient son nom du second emplacement de l'Hôpital Seiler, un couvent dominicain nommé St-Michel-en-l'Île, qui se tenait au lieu ou se trouve actuellement le Palais fédéral.
L'hôpital est entièrement détruit par un incendie en 1713. La reconstruction démarre 5 ans plus tard au même endroit pour s'achever en 1724. Entre 1798 et 1809, l'hôpital sert d'hôpital militaire aux troupes de Napoléon et ne peut donc plus s'occuper des patients civils. L'hôpital perd également son indépendance en raison de l'appropriation du patrimoine par le Canton de Berne.
En 1841, l'Hôpital de l'Île et le Canton de Berne mettent en place un contrat de dotation qui définit les droits et obligations respectifs. À partir de ce moment, l'hôpital commence à former des étudiants en médecine. Les capacités d'accueil de l'hôpital étant dépassées et ne suffisant plus à répondre à l'afflux de patients, un nouveau bâtiment est érigé à la zone du champ de la croix, en allemand Kreuzmatt-Areal, sur un terrain mis à disposition par la fondation en 1884. Les capacités de ce dernier seront également rapidement atteintes.

### De 1950 à nos jours

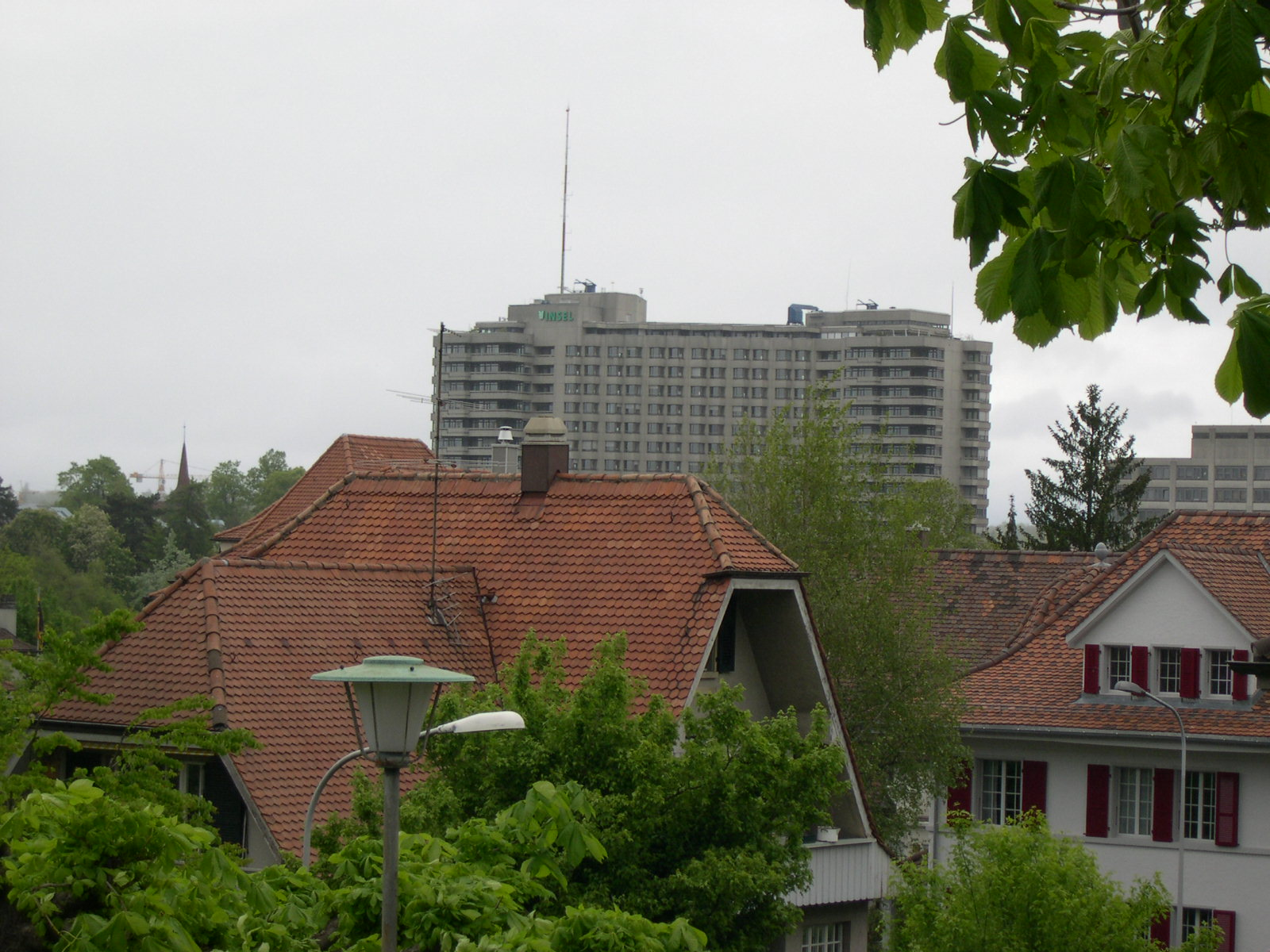
Bettenhochhaus

Entre 1958 et 1978, une grande partie des locaux de 1884 sont démolis. L'hôpital commence à prendre sa forme actuelle avec la construction d'un bâtiment pour l'hébergement des patients, le Bettenhochhaus, - littéralement la maison haute pour les lits -, le bloc opératoire, les logements du personnel, la policlinique 1 et la nouvelle unité pour les enfants. La première transplantation rénale de Suisse a eu lieu à Berne en 1963 et en 1983 la première transplantation hépatique. En 1989, l'Hôpital de l'Île devient le premier hôpital à mettre sur pied un poste à plein temps de coordination des transplantations.
En 1990, l'hôpital se restructure et poursuit désormais un nouvel objectif, celui de faire des bénéfices grâce à une gestion globale.
En 2010, le Centre de transplantation de Berne, faisant partie de l'Hôpital de l'Île, reçoit l'autorisation d'effectuer des greffes de la main. Depuis 2011, les hélicoptères de la Rega ont la possibilité d’atterrir à l'Hôpital de l'Île grâce à la navigation par satellite, facilitant ainsi l'accès en cas de mauvaises conditions météorologiques.
Le 2 mai 2013 est inaugurée la nouvelle annexe au bâtiment historique de la pharmacie de l'hôpital. Le bâtiment principal, construit il y a plus de 100 ans, a également été rénové. Grâce à cette annexe, la surface de la pharmacie a été doublée. La nouvelle infrastructure est conforme aux normes légales de production stérile des produits pharmaceutiques. Le coût total des travaux est d'environ 45,5 millions de francs suisses.

## Organisation
L'Hôpital de l'Île est dirigé par une direction composée de personnes responsables d'un domaine de l'hôpital (directeur médical, administratif, ressources humaines, etc.). Actuellement, sont à la tête du complexe hospitalier Holger Baumann, président du Comité de direction (anciennement par le Docteur Urs Birchler) et le Professeur Docteur Andreas Tobler, directeur médical et vice-président. Le comité de direction est composé de huit personnes. Cependant, le doyen de la Faculté de médecine n'a qu'une voix consultative. La commission de direction élargie se compose du comité de direction et des neuf responsables de départements ainsi que du président de la Clinique universitaire de médecine interne.
Le doyen de la faculté de médecine à la possibilité de participer aux séances du comité de direction à titre consultatif. Le Professeur Docteur Peter Eggli est actuellement à la tête de la faculté de médecine de l'Université de Berne.

### Départements et centres spécialisés
L'Hôpital de l'Île est structurée en 10 départements :
- Département de soins intensifs, médecine d'urgence et anesthésie-réanimation
- Département pour femmes, enfants et endocrinologie
- Département de dermatologie, d'urologie, de rhumatologie, de néphrologie et de physiothérapie
- Département du cœur et des vaisseaux
- Département de chirurgie orthopédique, de chirurgie plastique, chirurgie de la main et d'ostéoporose
- Département de la tête et du système nerveux
- Département d'hématologie, d'oncologie, d'infectiologie, de biologie médicale et la pharmacie hospitalière
- Département des maladies de l'estomac, de l'intestin, du foie et du poumon
- Département de radiologie, de neuroradiologie et de médecine nucléaire
- Clinique universitaire de médecine interne

L'hôpital est également composé de plusieurs centres spécialisés :
- Centre du cœur et des vaisseaux
- Neurocentre
- Centre des tumeurs
- Centre de médecine du sommeil
- Centre de transplantation

#### Département des soins intensifs, médecine d'urgence et anesthésie-réanimation
Le Département des soins intensifs, médecine d'urgence et anesthésie-réanimation est composé de trois cliniques, la Clinique universitaire pour l'anesthésie-réanimation et thérapie de la douleur, la Clinique universitaire de médecine intensive et le Centre universitaire d'urgences.
La Clinique universitaire pour l'anesthésie-réanimation se charge des parties opératoire, de diagnostics mais également de conservation de l'anesthésie. Elle fournit des thérapies contre la douleur à tous les patients, mais également des diagnostics et traitements aux patients souffrant de douleurs chroniques. La clinique est dirigée par le Professeur Docteur Frank Stüber.
La Clinique universitaire de médecine intensive s'occupe des soins de réanimation. En 2012, elle a traité plus de 5 600 patients. Le Professeur Docteur Jukka Takala est directeur et médecin-chef de la clinique.
Le Centre universitaire d'urgences est un centre spécialisé dans l'accueil et le traitement des urgences. Son rôle est de prendre en charge les personnes se présentant spontanément ou étant amenées par une ambulance afin de les traiter de manière ambulatoire ou de les rediriger vers un autre service si nécessaire. Ce genre de service est ouvert tous les jours, 24 heures sur 24. Le Centre d'urgences est dirigé par le Professeur Docteur Aristomenis Exadaktylos.

#### Département pour femmes, enfants et endocrinologie
Le département pour femmes, enfants et endocrinologie est composé de quatre cliniques distinctes : la clinique universitaire de gynécologie, la clinique universitaire de pédiatrie, la clinique universitaire de chirurgie pédiatrique et la clinique universitaire d'endocrinologie, de diabétologie et de nutrition médicale.
La clinique universitaire de gynécologie est chargée des divers maladies et événements spécifiquement liés à la femme, allant du cancer de la poitrine à la naissance. La clinique a vu naître 1 450 enfants en 2012, un chiffre jamais atteint depuis 32 ans. Elle effectue également 50 000 consultations par an. Elle est sous la direction des Professeurs Docteurs Michael Mueller et Daniel Surbek.
La clinique universitaire de pédiatrie se charge des soins sur les enfants depuis la naissance jusqu'à la période postpubertaire, en général jusqu'à l'âge de 18 ans. Cette clinique travaille en étroite collaboration avec les autres départements pour les cas nécessitant une expertise plus précise dans un domaine. Elle est dirigée par le Professeur Docteur Christoph Aebi.
La clinique universitaire de chirurgie pédiatrique prend en charge les enfants, selon le même critère que ci-dessus, lors d'opérations chirurgicales. La clinique peut également accueillir des patients d'autres hôpitaux qui ont besoin de soins plus pointus qui ne peuvent être fournis dans un hôpital régional. La clinique est sous la responsabilité du PD Docteur Steffen Berger.
La clinique universitaire d'endocrinologie, de diabétologie et de nutrition médicale se charge des patients souffrant de problèmes et de maladies endocrinologiques, de diabète, de maladies métaboliques et de nutrition. Le Professeur Docteur Peter Diem est à la tête de cette clinique.

#### Département de dermatologie, d'urologie, de rhumatologie, de néphrologie et de physiothérapie
Le Département de dermatologie, d'urologie, de rhumatologie, de néphrologie et de physiothérapie est composé de cinq cliniques, la Clinique universitaire de dermatologie, la Clinique universitaire d'urologie, la Clinique universitaire de rhumatologie, d'immunologie clinique et d'allergologie, la Clinique universitaire de néphrologie et d'hypertonie et la Clinique universitaire de physiothérapie.
La Clinique universitaire de dermatologie prend en charge tout le spectre des maladies de la peau, des muqueuses, des cheveux, des ongles et les infections sexuellement transmissibles. Les spécialités sont les tumeurs de la peau, les traitements au laser, les maladies des cheveux et des ongles ainsi que les maladies infectieuses auto-immunes de la peau. De plus, elle dispose d'un centre de compétences national pour l'épidermolyse bulleuse dystrophique. La clinique travaille en collaboration avec l'Hôpital cantonal de Fribourg et l'Hôpital bourgeois de Soleure, en allemand Bürgerspital. La clinique est sous la direction du Professeur Docteur Luca Borradori.
La Clinique universitaire d'urologie s'occupe des maladies et blessures de l'appareil urinaire et de l'organe génital masculin, depuis le diagnostic à la thérapie et le suivi post-soins. Le Professeur Docteur George Thalmann est directeur et médecin-chef de la clinique.

#### Centre de transplantation
Le Centre de transplantation de Berne à la possibilité de faire des transplantations cardiaques, hépatiques, rénale, cornéennes et des Greffes d'îlots de Langerhans. Depuis 2010, le centre a également l'autorisation de mener des greffes de la main.
Le Centre réalise dix à quinze transplantations cardiaques sur tous types de personnes par année. Dans le domaine cardiaque, l'Hôpital de l'Île collabore avec l'Hôpital universitaire de Bâle. Vingt à trente transplantations hépatiques sont menées chaque année, de même que 45 transplantations rénales sur des adultes et environ 3 sur des enfants. Concernant les greffes d'îlots de Langerhans qui sont beaucoup plus rares, il existe un accord de collaboration avec les Hôpitaux universitaires de Genève. En ce qui concerne les cornées, ce sont près de 90 greffes annuelles ainsi que 30 greffes d'amnios. L'hôpital prévoit une à deux greffes des mains par année.

## Recherche

### Département de recherche clinique
Le Département de recherche clinique (DRC) de l'Hôpital universitaire de Berne met à disposition des chercheurs de l'hôpital l'infrastructure afin de mener des recherches. Le département est un institut de la Faculté de médecine de l'université de Berne. Plus de 49 groupes de chercheurs sont ralliés au DRC,.
Les recherches se portent sur un large éventail de domaines du biomédical,. Un des principaux buts du département est de créer un lien entre la recherche clinique et la recherche sur la personne humaine. Le DRC est actuellement dirigé par le Professeur Docteur Hugues Abriel.

#### Unité de recherche clinique
L'Unité de recherche clinique, ou en anglais Clinical Investigation Unit (CIU), est une unité spécialisée dans les essais cliniques faisant partie du Département de recherche clinique.
Cette unité prépare et réalise les phases I-IV des essais cliniques.

#### Unité d'essais cliniques
L'Unité d'essais cliniques, en anglais Clinical Trials Unit (CTU), est un centre de compétences consacré à la recherche clinique également relié au Département de recherches cliniques. Cette unité était soutenue de 2007 à 2012 par le Fonds national suisse de la recherche scientifique qui avait lancé un programme de financement pour la recherche clinique orientée vers les patients. En 2012, il a été décidé d'intégrer le CTU au sein du DRC de l'Hôpital de l'Île.
Les recherches fournissent principalement des informations sur : la genèse des maladies, l'épidémiologie, la prévention, le diagnostic, les traitements et la rééducation.

### Centre de recherches en ingénierie biomédicale pour les organes articiels
Le Centre de recherches en ingénierie biomédicale pour les organes articiels, en anglais Artificial Organ Center for Biomedical Engineering Research (ARTORG), est un centre de Génie biomédical fondé par l'Université de Berne et lié à la Faculté de médecine. Le centre est spécialisé dans la recherche, le développement et l'amélioration des organes artificiels.
Les groupes de recherches s'occupent notamment des organes et thèmes suivants :
- Techniques d'implantation des organes artificiels
- Colonne vertébrale
- Pancréas
- Poumon
- Foie
- Rein
- Cœur
- Œil
- Oreille
- Emphysème
- Vaisseau sanguin

La recherche et l'amélioration à l'ARTORG se passe sur la basse de la coopération entre différents cliniciens et technologues de l'industrie du génie biomédical et d'autres institution technologiques suisses.

## Formation
L'Hôpital de l'Île forme également des jeunes dans douze domaines. En 2012, 204 apprentis étaient formés dans des fonctions variées telles que : infirmiers, employés de commerce, cuisiniers, logisticiens, etc.
En tant que Hôpital universitaire, et selon l'accord avec l'Université de Berne, l'Hôpital de l'Île occupe également 202 étudiants en médecine ou dans les divers domaines de la santé.
Il travaille également en collaboration avec d'autres écoles suisses, notamment la Hauté école spécialisée de Berne, dans divers domaines. Via le centre de recherche ARTORG, elle participe à la formation du Master en ingénierie biomédicale et au programme de formation doctorale (PhD) pour les sciences cellulaires et médicales, en anglais Graduate School for Cellular and Medical Sciences.

## Données statistiques

### Hospitalisations
L'Hôpital de l'Île dispose de 1 000 lits et traitent plus de 200 000 personnes en hospitalisation ambulatoire par année ainsi que près de 40 000 en hospitalisation ou en hospitalisation semi-ambulatoire. On remarque que le nombre d'hospitalisations est stable d'année en année. En revanche, la durée moyenne des hospitalisations diminue.
|                                                            | 2008    | 2009    | 2010    | 2011    | 2012    |
| ---------------------------------------------------------- | ------- | ------- | ------- | ------- | ------- |
| Hospitalisations                                           | 37 488  | 38 437  | 38 083  | 38 386  | 37 826  |
| Nuits d'hospitalisation                                    | 295 247 | 292 699 | 294 115 | 296 785 | 254 987 |
| Durée moyenne d'hospitalisation (en jours)                 | 7,9     | 7,6     | 7,7     | 7,7     | 6,6     |
| Nombres de cas au Département de médecine générale interne |         |         | 2 921   | 3 308   | 3 645   |
| Nombres de cas au Département de cardiologie               |         |         | 4 013   | 3 977   | 3 817   |
| Naissances                                                 |         |         |         |         | 1 450   |

### Personnel
En 2012, l'Hôpital de l'Île emploie 7 747 personnes, tous domaines confondus, ce qui représente 5 853 emplois à plein temps. Le groupe d'employés le plus important est le personnel soignant, fort de 2 279 personnes, suivi des médecins, 989, puis du personnel administratif, 953. Le reste des employés sont répartis dans divers groupes tels que : techniciens médicaux, personnel thérapeutique, personnel académique et entretien.
Le personnel est composé à 75 % de femmes et à 25 % d'hommes. L'âge moyen du personnel, sans le personnel en formation est de 41 ans.

## Finances
L’Hôpital de l'Île est un cas particulier dans le domaine hospitalier, en effet, dès 1990, un objectif à atteindre est de réaliser des bénéfices. Ce qui est plutôt rare dans ce domaine d'activité. L’Hôpital de l'Île a réalisé un chiffre d'affaires de 1,19 milliard de francs suisses en 2012 pour un bénéfice final de 27,6 millions de francs.
Les Hôpitaux universitaires de Suisse ont critiqué le nouveau système tarifaire introduit en 2012 dans toute la Suisse, car selon ces tarifs, le traitement de certains patients est lié à des pertes directes non prises en charge par l'assurance maladie. En effet, en tant qu'hôpitaux universitaires, ils sont chargés de cas complexes qui sortent de la norme prise en compte dans les grilles tarifaires. L'Hôpital de l'Île, même s'il peut déjà affirmer que ce problème le concerne, ne communiquera ses conclusions qu'après une année et demie d'utilisation du système.

## Personnalités liées
Emil Theodor Kocher a été professeur ordinaire de chirurgie et directeur de la clinique universitaire de chirurgie à Berne dès 1872. Il est lauréat du prix Nobel de physiologie ou médecine de 1909 « pour ses travaux sur la physiologie, la pathologie et la chirurgie de la glande thyroïde »,

## Galerie

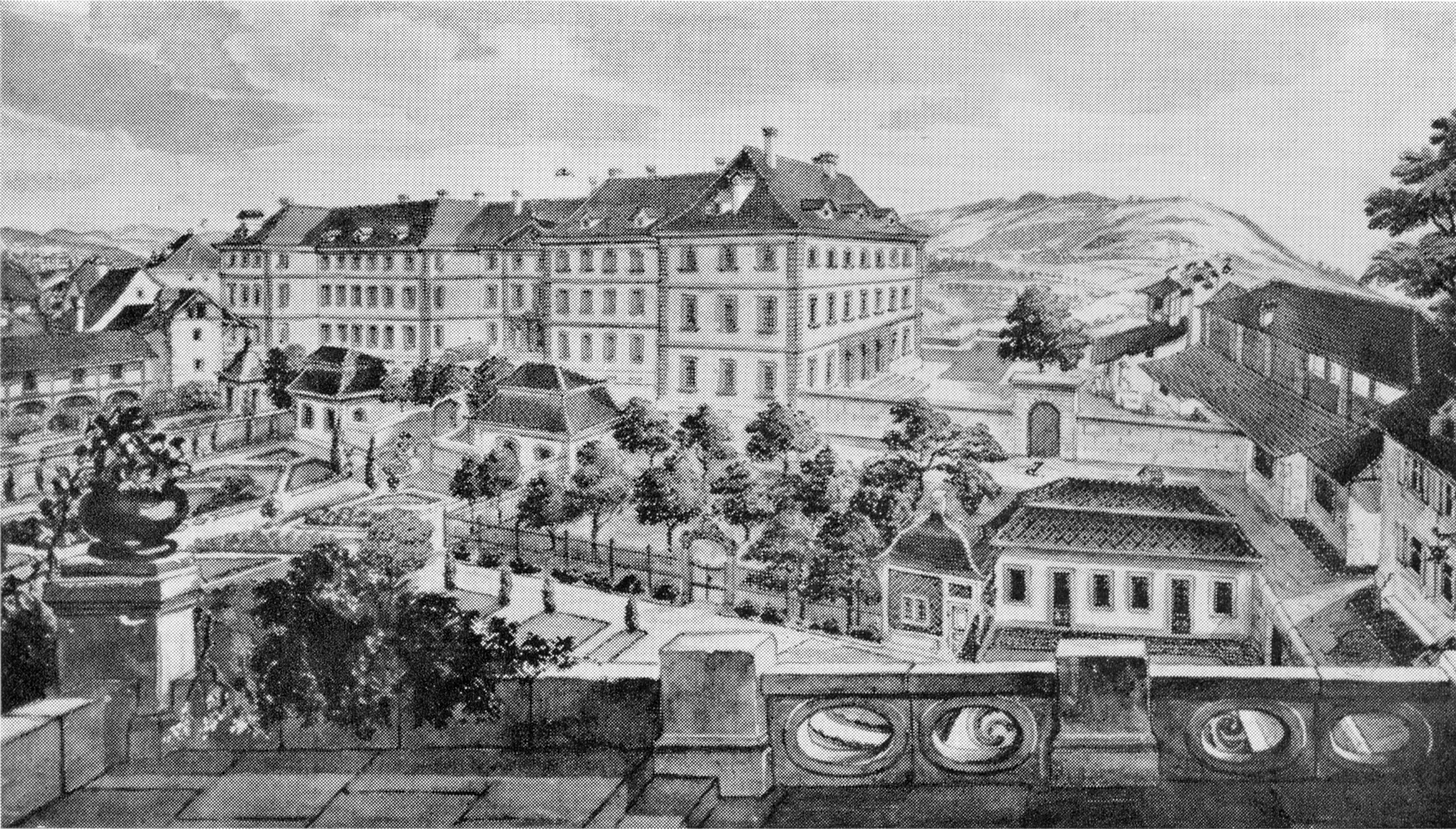
L'hôpital en 1724
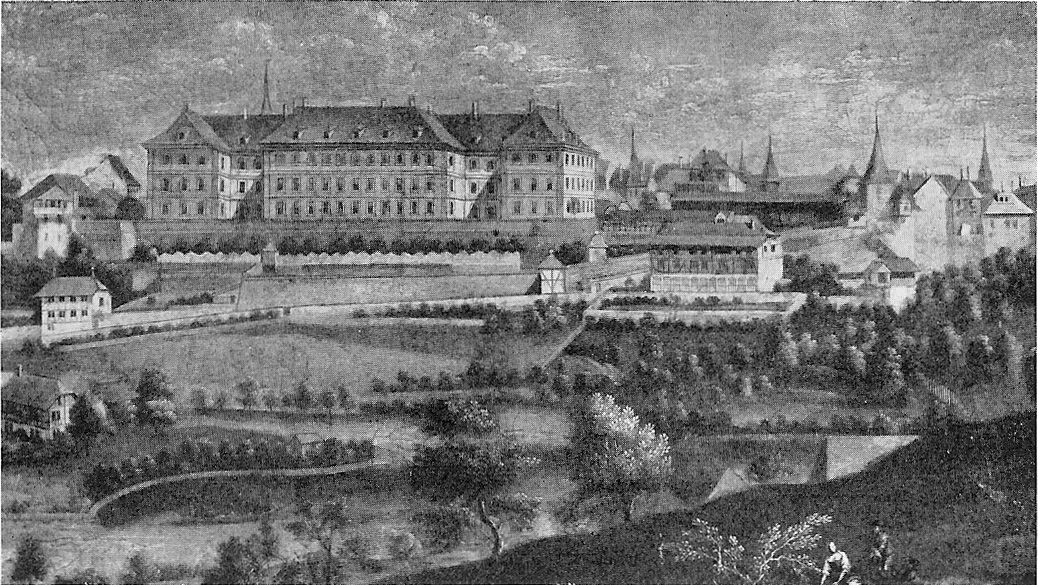
L'ancien hôpital en 1742, ou se trouve aujourd'hui le Palais fédéral
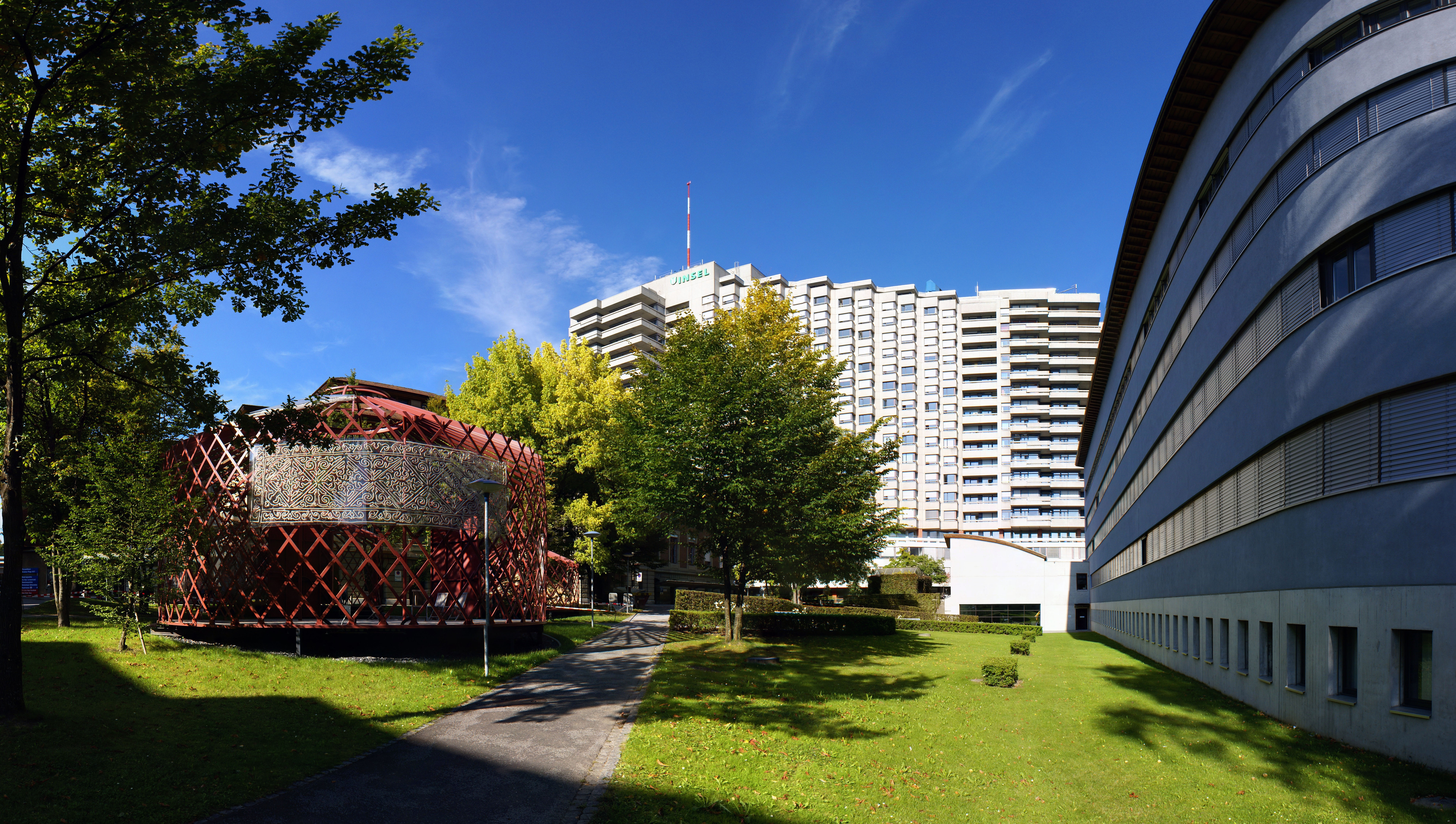
L'Hôpital de l'Île en 2008
Loryspital